# مارتن درير
مارتن درير (بالإنجليزية: Martin Dreyer)‏ هو لاعب شطرنج نيوزيلندي، ولد في 1 يوليو 1966 في نيوزيلندا.

## وصلات خارجية
- مارتن درير على موقع الاتحاد الدولي للشطرنج (الإنجليزية)
- مارتن درير على موقع مباريات الشطرنج (الإنجليزية)
- مارتن درير على موقع 365Chess.com (الإنجليزية)
- مارتن درير على موقع Chesstempo.com (الإنجليزية)
- مارتن درير سجل أولمبياد الشطرنج على موقع OlimpBase.org (الإنجليزية)